# Gian Secondo de Canis
Giovanni Secondo Gironimo de Canis (Magliano Alfieri, 5 ottobre 1768 – Castelnuovo Calcea, 12 luglio 1830) è stato un avvocato, storico e numismatico italiano.

## Biografia
La famiglia de Canis era originaria di Castagnole delle Lanze e nel secondo quarto del XVIII secolo si trasferì a Magliano Alfieri.
Gian Secondo, figlio del notaio Giovanni Michele Gerolamo de Canis e della madre Maria Elisabetta Gaj di Tigliole, nacque a Magliano Alfieri il 5 ottobre 1770. Venne battezzato in casa alla presenza del padrino Giuseppe Antonio Auberto e della madrina Elena Maria Gaj, "propter periculum", dato che il primogenito era morto prematuramente nel 1769 all'età di un anno. 
Il padre Giovanni solamente quattro anni dopo la nascita di Gian Secondo, morì. La vedova decise di trasferirsi con il figlio a Tigliole.
La cospicua rendita lasciata dal notaio Giovanni alla moglie, le permise di avviare agli studi il figlio che, seguendo le orme della famiglia andò a Torino per conseguire la laurea in Giurisprudenza.
A Torino, il de Canis venne influenzato dalle letture del Balbo, Vernazza, Durandi, che cercavano di reinterpretare la storia partendo dallo studio approfondito del medioevo.

In particolare, il de Canis si avvicinò proprio in quegli anni all'Accademia degli Unanimi, che si prefiggeva lo studio e la divulgazione della storia patria e con molta probabilità ne divenne socio
Il 3 maggio 1794 conseguì la licenza di "prolyta" con una dissertazione sul diritto ecclesiastico a proposito della simonia. Il 4 agosto 1795 si laureò in giurisprudenza, due anni dopo Serafino Grassi, storico astigiano, compagno di studi e grandissimo amico.
Nel 1795, sposa la sedicenne Maria Margherita Teresa Gaijs, la figlia del notaio Giovanni Bartolomeo suo superiore nell'incarico di segreteria che egli svolgeva presso il comune di Castelnuovo Calcea.
Nel dicembre del 1797, torna a Tigliole con la moglie, assumendo l'incarico di vice giudice di pace, in vece del giudice Carlo Luigi De Gioanni di San Damiano.
A Tigliole il De Canis passa indenne gli anni turbolenti dell'invasione francese di Napoleone e dell'ondata giacobina che ne consegue, diventando nel 1801 giudice di pace titolare per Cisterna e Montà d'Alba dell'amministrazione francese per il Dipartimento del Tanaro.
Dopo un trasferimento nel 1802 come giudice di pace di Rocca d'Arazzo, nel 1804, non compare più nei documenti ufficiali, probabilmente perché ritiratosi dalla vita pubblica.
Il De Canis, limitatamente ad esercitare la sua attività privata di avvocato nel 1808 si dichiara raccoglitore di "cose astesi".
Nel 1820 risultò "dimorante presso Alba". In quegli anni venne in contatto con Angelo Brofferio, con cui strinse amicizia e nel 1827 fece ottenere al poeta la nomina a membro dell'Accademia di Alba che gli permise in seguito di partecipare al congresso scientifico di Milano.
Morì all'improvviso il 12 luglio 1830 nella casa della Guercina, in Castenuovo, ereditata dal suocero. Venne sepolto nel cimitero di Santo Stefano di Castelnuovo Calcea.

## Il "raccoglitore di cose astesi"
L'interesse per raccogliere organicamente le notizie storiche sulla città di Asti è nato nella metà del Settecento ad opera di un certo don Fornaca, professore delle regie scuole della città.
Egli compilò, con l'aiuto e l'incoraggiamento del conte Giovanni Battista Cacherano di Osasco (1699 - 1796) che si dichiarava raccoglitore di migliaia di "cose antiche", una prima storia della città di Asti.
Sia il Fornaca che il Cacherano, però, morirono senza portare a termine la loro opera e l'incarico venne affidato dal comune di Asti al Molina, con l'aiuto di Sebastiano Provenzale e del Tessier.
L'opera vide la luce nel 1774 ed il Molina dedicò l'opera al figlio del conte Cacherano, Giuseppe Ercole.
Il De Canis sul finire del XVIII secolo, trasferendosi a Torino per gli studi, venne pervaso dalla corrente illuminista che si stava diffondendo a tutto l'ambiente universitario dell'epoca, specialmente per studi storico-letterari.
Fu in questo periodo che il Balbo, il Durandi e il Vernazza, tentarono con i loro studi di ricostruire il passato soffermandosi principalmente sul periodo medievale, considerato da loro l'età di origine di tutti i popoli.
Anche il De Canis, influenzato dal clima del periodo, divenne membro dell'Accademia torinese degli Unanimi e cominciò ad appassionarsi delle vicende storiche locali.
Nel 1806 il De Canis fece una copia del rarissimo "Compendio historiale della città di Asti" di Guido Antonio Malabaila.
A quel tempo ne esistevano solamente tre copie.
Nel 1808 si occupò del periodo astigiano di dominazione orleanese, scrivendo la memoria sull'Ordine dei cavalieri del Porcospino, della famiglia Troja, Pelletta e dell'armoriale delle famiglie nobili astigiane prendendo spunti dalla pubblicazione del Della Chiesa, ma integrando con proprie ricerche personali.
Nel 1809 copiò le Memorie storiche della città d'Asti,  redatta dal Thesauro nel 1650 e gli Elogi del Galeani Napione sugli antichi cronisti astigiani.
Nei due anni seguenti, il De Canis, raccolse notizie sulle Compagnie di Ventura, sulla Zecca, sui lazzaretti astigiani per la cura del fuoco di Sant'Antonio, sulle torri e caseforti della città (che sarà fonte di ispirazione per l'opera del Gabiani).
Oltre alla raccolta di manoscritti e testimonianze antiche, il De Canis svolse anche un ampio lavoro "sul campo", perlustrando le campagne astigiane in cerca di reperti antichi.
Nel 1807, su segnalazione del maire di Vinchio, GianSecondo si recò su di un colle detto dei "saraceni" nella zona di Belveglio.
Qui lo studioso rinvenne alcune buche che contenevano scheletri umani. Tre anni dopo, tornando nella zona, scoprì un'altra zona denominata "contrada dei Saraceni" ed una valle detta "della morte", in cui trovò altri ossari. Il De Canis, collegando il vecchio nome di Belveglio che era "Malamorte", ai ritrovamenti e ad alcuni racconti della tradizione locale, ipotizzò che nella zona si fosse svolta la famosa battaglia contro i Saraceni, di cui parla il cronista Liutprando da Cremona nella sua Antapodosis. Secondo Liutprando l'evento avrebbe avuto luogo nel 936 nei pressi di Acqui.
Nel 1811, assieme all'amico Borgarelli, fu ospite del conte Lavriano della Morra, che lo accompagnò a visitare le rovine romane di Industria.
Nel 1812 raccolse notizie sulle chiese romaniche di San Secondo in Cortazzone e San Nazario a Montechiaro d'Asti.
Fino al 1816 compì questo "vagabondaggio erudito" nel "contado" di Asti.
Tutto il materiale sulla storia astigiana raccolto, venne ordinato in alcuni manoscritti. Nacque l'esigenza da parte del De Canis, di creare un'opera sul territorio astigiano simile a quella delle Notizie corografiche-storiche degli stati del re di Sardegna scritte nel 1787 dal Derossi.
Nel 1814 nel primo volume, nominato l'"Astigiana moderna", egli trattò della vita di San Secondo della statistica e del territorio astigiano. 
Nel 1815, avendo raccolto altro materiale, ridistribuì gli scritti nei tre volumi nell'opera più importante: la Corografia. 
Nel 1816 ampliò ed approfondì le notizie sul territorio astigiano scrivendo l'"Astigiana antica". Quest'ultimo, manoscritto, fu il primo volume del "Dizionario", un'opera in tre parti così costituita da:
- L'Astigiana Moderna, suddivisa in quattro parti:
  - una parte statistica, che raccoglie i dati sull'agricoltura, l'allevamento, i boschi e le selve, i giacimenti minerari ed il censo della popolazione
  - una parte idrografica
  - una parte di storia urbana, contenente anche alcune tavole illustrate dallo stesso De Canis sulle mura e cittadella di Asti ed altre firmate da Joseph Pansoja sul battistero di san Pietro
  - una parte descrittiva sulle chiese ed i palazzi della città

- La Corografia alfabetica, scritta tra il 1814 e il 1816, che raccoglie documenti, testimonianze e reperti dei paesi del "contado astigiano"

- L'Astigiana Antica, che raccoglie gli studi sulla storia dei paesi del contado.

Nel 1816, nella stamperia dell'astigiano Francesco Pila, veniva alla luce la sua prima opera a stampa, intitolata: "Del corso del palio d'Asti" in cui l'autore, partendo da una iniziale dissertazione sulle corse equine nell'antichità, raccoglie i principali documenti sulla corsa astigiana dal medioevo sino al XIX secolo. Di particolare importanza risulta la pubblicazione del carme Quattrocentesco di Giacomo Nano, "De curso Astensi" sconosciuto prima di allora.
Le ricerche del de Canis furono fonte di ispirazione ed approfondimento per tutti gli studiosi astigiani che lo seguirono.
A lui va anche dato il merito di avere per primo smascherato il falso memoriale di Raimondo Turco e molte mistificazioni del padre Filippo Malabayla, dando origine ad una storia astigiana "ripulita".
Nel 1817, il Grassi pubblicò a spese del Comune di Asti una storia della città. L'edizione, che valse i complimenti del Gorrini, per molti studiosi tra cui Angelo Brofferio trasse le principali deduzioni dagli studi e dalle ricerche dell'avvocato di Magliano.

## Elenco delle opere di Gian Secondo De Canis
La Biblioteca comunale astense conserva ancora i seguenti volumi manoscritti:
- ms II,10 - Memorie ecclesiastiche e serie cronologica dei vescovi di Asti. 390 fogli che comprendono la trascrizione di Asti Sacra del Provenzale e due lavori del De Canis:
  - Addizioni e correzioni alla storia ecclesiastica
  - Memorie biografiche degli illustri scrittori vescovi d'Asti
- ms II,11 - Memorie storiche su San Secondo e feste patronali. 24 fogli sul tema citato più due copie di documenti del 1273 e 1297.
Alcuni fogli non numerati nominati:
  - Della cattedrale di Asti
  - Delle parrocchie
  - Della diocesi e della chiesa dei SS.Apostoli
- ms II,12 - Dell'antico contado di Asti e dei contadi minori e delle corti dell'Astigiana(scritto nel 1810). 53 fogli
- ms II,13 - Della zecca e del diritto di batter moneta con annesso un fascicolo dal titolo Memorie di cose ecclesiastiche di Asti (quest'ultimo manoscritto però, non è attribuibile al De Canis)
- ms II,14 - Memorie relateive agli antichi e moderni ospedali e ospizi e conservatori della città di Asti
- ms II, 16 - Volume senza titolo che comprende:
  - copia del Compendio historiale del Malabaila,
  - copia delle memorie del Thesauro
  - Descrizione degli stemmi di molte famiglie astigiane
  - Memorie dell'Ordine d'Orleans o de' cavalieri del Porcospino
  - Delle Compagnie di Ventura e del diritto di rappresaglia per quello che riguarda la città di Asti
  - Memorie di Guglielmo Lambertini podestà di Asti, Oggerio Alfieri, Guglielmo Ventura, Secondino Ventura, Antonio Astesano e del padre Filippo Malabaila, tutti scrittori di cose astigiane, con alcune osservazioni sul Memoriale apocrifo di Raimondo Turco
  - Memorie della famiglia, del palazzo e della torre Troja 
  - Memorie della famiglia Pelletta
  - Delle antiche e nobili famiglie di Asti estinte o decadute ovvero che si sono totalmente dall'Astigiana assentate
  - Delle torri e delle caseforti
  - Catalogo di antiche monete esistenti presso di me avv. De Canis
- ms II,20 - I tre volumi della Corografia astigiana
- ms II, 21 - Dell'antico contado di Asti o Astigiana antica
- ms II, 22 - Astigiana moderna
- ms II, 27 - Notizie storiche del corso del Palio d'Asti
- ms III, 7 - Della cattedrale di Asti

Presso la Biblioteca Reale di Torino è presente un manoscritto intitolato: 
- Notizie della Reale Basilica di Superga.